# Abulug
Abulug es un municipio filipino perteneciente a la provincia de Cagayán, en la región del Valle del Cagayán.

## Toponimia
El nombre del lugar puede encontrarse escrito con las grafías Abulug y Abúlug.

## Geografía
El lugar está bañado por el río del mismo nombre, en cuya margen izquierda se encuentra. Tiene una superficie de 162.60 km².

## Historia
Hacia mediados del siglo XIX, el lugar, ya por entonces perteneciente a la provincia de Cagayán, tenía contabilizada una población de 2994 habitantes, repartidos en alrededor de 233 casas. Aparece descrito en el primer volumen del Diccionario geográfico, estadístico, histórico de las Islas Filipinas de Manuel Buzeta Núñez y Felipe Bravo con las siguientes palabras:

ABULUG: pueblo con cura y gobernadorcillo, de la isla de Luzon, prov. de Cagayan, cap. ó cab. Tuguegarao á 16 leg., dióc. de Nueva-Segovia, distrito ó partido llamado de Siguiran; sit. en los 125° 2' long., 18° 21' lat.; á la orilla izquierda del r. de su nombre, en el vértice de un ángulo, que describe este, corriendo primero en direccion al N. N. E. y convirtiéndose rápidamente al E. aunque por corto trecho (v. abulug r.); moléstanle bastante los monzones, particularmente los del E., y su clima es fresco y sano. Tiene como unas 233 casas, en general de sencilla construccion, distinguiéndose tan solo como mas notables, la casa parroquial, y la llamada tribunal; hay escuela de primeras letras dotada de los fondos de comunidad, é igl. parr. servida por un cura regular. El term. confina por E. con Aparri, distante 5 ½ leg.; por S. y O. con los montes poblados de tribus infieles, y por N. con S. Juan ó Pamplona (2 leg.) El terreno es quebrado mayormente por S. O. y O., hácia donde se elevan muy ásperas montañas, pobladas de rancherías de negritos infieles; al E. domina un valle fertilizado por el r. Abulug, y otro de poca imporatncia, que desgua en el anterior, despues de haber corrido algo mas de una leg. paralelo á la inflexion, que se ha dicho sufre aquel, cuando empieza á correr en direccion al E. Este rio menor se forma de dos arroyos que nacen en la montaña del O. del pueblo, y corren algun trecho paralelos entre sí, por el N. de Abulug, al N. O., del cual se reunen para buscar juntos en direccion al E., la confluencia del rio nombrado. El valle que media entre ambos rios, tendrá como ½ leg. de anchura, y ofrece bastante fertilidad. Por este valle pasa un camino que tiene un puente sobre el r. Abulug, luego que este rio se dirige al N. algo mas de una leg. al E. del pueblo: este camino conduce al puerto de Aparri (5 leg. E.) Otro camino, que parte del mismo pueblo de abulug, atravieesa los arroyos mencionados al N. N. O. de la poblacion, y llega á San Juan (2 leg. N. N. O.). prod. En los espesísimos bosques de sus montañas se crian hermosas maderas de construccion, el apreciable ébano y el junquillo; rica miel que depositan las abejas en los huecos de los troncos de los árboles y de las canteras; y mucha caza mayor y menor, como búfalos, javalíes, venados, gallos, tórtolas etc.: los rios son abundantes en delicada pesca, que es uno de los principales alimentos de los indios: el arroz, el maiz, y sobre todo el tabaco, son las cosechas notables que obtienen del terreno cultivado. Los naturales son robustos, bastante laboriosos, y muy honrados. pobl. 2,994 alm., 715 trib. que ascienden á 7,150 rs. plata, equivalentes á 17,875 rs. vn.
(Buzeta y Bravo, 1850, p. 269)

Según A pronouncing gazetteer and geographical dictionary of the Philippine Islands, en 1896 tenía una población de 5580 personas. En el censo de 2020, la población del municipio de Abulug ascendía a los 34 579 habitantes.

## Organización territorial
Abulug se divide administrativamente en 20 barangayes o barrios, 19 de  carácter rural y uno, su capital, urbano.
| - Alinunu(pob.) - Bagu - Banguian - Calog Norte - Calog Sur - Canayun - Centro (Pob.) - Dana-Ili - Guiddam - Libertad(pob.) - Lucban | - Pinili - Santa Filomena(Pob.) - Santo Tomas - Siguiran - Simayung - Sirit - San Agustín - San Julián - Santa Rosa - Sawang - Murut |